# Laguna (filología)
Una laguna es un espacio en un manuscrito, inscripción, texto, pintura u obra musical. A un manuscrito, texto o sección que tiene vacíos se dice que es lacun(ul)ose. También es un término técnico utilizado en el campo de la crítica textual que indica una pérdida de texto debido al fracaso de la transmisión. 

## En manuscritos

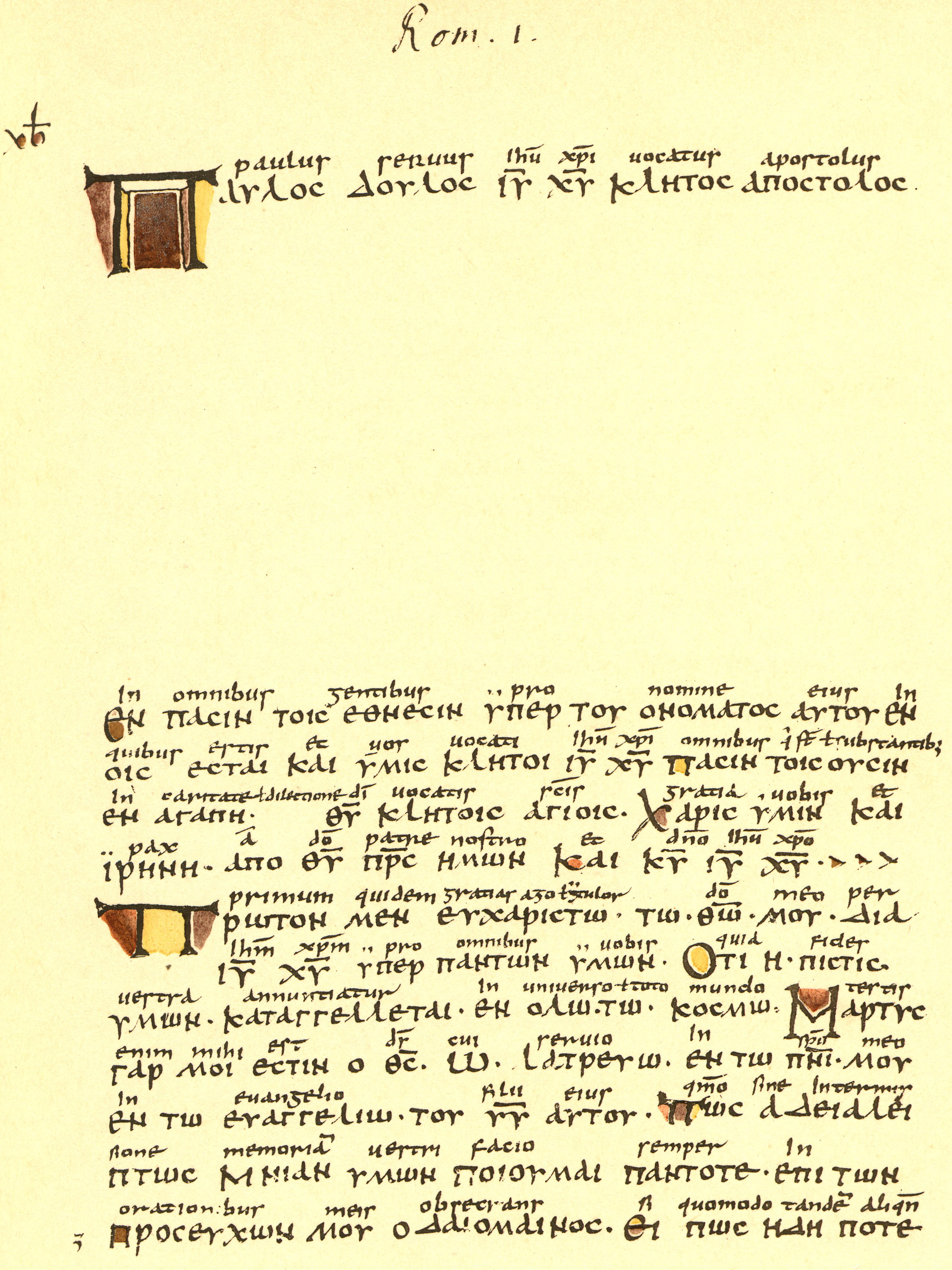
Primera página del Codex Boernerianus con laguna en Romanos 1:1-4

El desgaste, la decadencia u otros daños a los manuscritos antiguos o inscripciones frecuentemente son los responsables de las lagunas; se han perdido palabras, oraciones, o hasta pasajes enteros se encuentran ilegibles. Al momento de realizar una copia nueva de un manuscrito dañado, muchos copistas han dejado espacios en blanco para el texto que hace falta, a veces espacios entre las oraciones, o páginas enteras. Los rollos en papiro y los palimpsestos son particularmente vulnerables al deterioro. También existe un repertorio de daños menores causados por el fuego, humedad (hongos) y ratones.
Sin embargo, hay que destacar que una laguna por pérdida física rara vez ocurre, sobre todo porque el copista empieza a escribir una copia del libro entero cuando este está totalmente completo.
Para reconstruir el texto original, se debe considerar el contexto. En papirología y crítica textual esto puede llevar a reconstrucciones e interpretaciones. Los textos publicados que contienen lagunas con frecuencia marcan la sección en donde el texto se perdió con unos puntos suspensivos entre corchetes. Por ejemplo, "Esta oración contiene 20 palabras, y […] nombres", o, "Finalmente, el ejército llegó en […] y acamparon".

## Ejemplos famosos
- Un ejemplo famoso en inglés antiguo es el de una laguna en el manuscrito conocido como «Códice Nowell», que incluye el poema Beowulf:

hyrde ich thæt [... ...On]elan cwen. (F.1, línea 62)
Esta laguna particular está representada en las ediciones de texto, pero muchas personas han tradato de llenarla, los editores notables Wyatt-Chambers y Dobbie, entre otros, que aceptaron el verbo "waes" (was). Malone (1929) propuso el nombre Yrse para la Reina sin nombre, como que aliteraría con Onela. Sin embargo, Esto sigue siendo objeto de acalorados debates entre los editores.
- Otra laguna notable es la Gran Laguna de ocho hojas de largo en el Códice Regio, la fuente más importante de mitología nórdica y las leyendas heroicas antiguas alemanas. Por suerte, las partes de él sobrevivieron en manuscritos independientes y en forma de prosa en la Völsunga saga.

- En el Códice Leicester el texto se salta de Hechos 10:45 a 14:17 sin pausar; posiblemente un escriba lo reescribió de un manuscrito en mal estado.